# Douglas Peaks
Douglas Peaks är en bergstopp i Antarktis. Den ligger i Västantarktis. Chile gör anspråk på området. Toppen på Douglas Peaks är 1 061 meter över havet.
Terrängen runt Douglas Peaks är varierad. Trakten är obefolkad. Det finns inga samhällen i närheten. 